# Marek Domagała (samorządowiec)
Marek Domagała (ur. 5 maja 1950 w Sopocie) – polski samorządowiec i lekarz, w latach 2000–2002 członek zarządu województwa podlaskiego I kadencji.

## Życiorys
W 1975 ukończył studia lekarskie na Akademii Medycznej w Białymstoku, uzyskał II stopień specjalizacji z anestezjologii. Ukończył kurs menedżerski w Holandii. Od 1980 zatrudniony w Szpitalu Wojewódzkim w Suwałkach, od 1990 do 1991 był jego wicedyrektorem, potem został ordynatorem oddziału intensywnej terapii.
Zaangażował się w działalność polityczną w ramach Akcji Wyborcza Solidarność. W 1998 wybrany radnym sejmiku podlaskiego, został jego wiceprzewodniczącym. 20 października 2000 powołany na stanowisko członka zarządu województwa podlaskiego. Zakończył pełnienie funkcji wraz z całym zarządem 30 listopada 2002. W tym samym roku został wybrany do rady miejskiej Suwałk z ramienia KWW „Rodzina – Dobro Wspólne” oraz kandydował na prezydenta miasta (zajął 4. miejsce na 8 kandydatów). W 2006 wystartował do sejmiku podlaskiego z listy Chrześcijańskiego Ruchu Samorządowego, a w 2018 ponownie do rady miejskiej Suwałk.